# Ergosterin
Ergosterin, auch Ergosterol genannt, ist ein biochemisch wichtiger  Naturstoff aus der Gruppe der Sterine (Sterole), genauer der pilzlichen Mycosterine. Es kommt in der Zellmembran von Pilzen und Mykoplasmen vor.

## Bedeutung in Pilzen
Ergosterin ist ein Sterin, das in Pilzen vorkommt und nach Mutterkorn benannt ist, dem gemeinsamen Namen von Mitgliedern der Pilzgattung Claviceps, von der Ergosterin zuerst isoliert wurde. Ergosterin ist ein Bestandteil von Hefe und Zellmembranen anderer Pilze und erfüllt viele der Funktionen, die Cholesterin in tierischen Zellen erfüllt.

## Ziel für Antimykotika
Da Ergosterin in den Zellmembranen von Pilzen vorhanden ist, in denen von Tieren jedoch fehlt, ist es ein wichtiges Ziel für Medikamente. Ergosterin ist auch in den Zellmembranen einiger Protisten, wie z. B. den Trypanosomatida vorhanden.
Amphotericin B, ein Antimykotikum, bindet physikalisch an Ergosterin innerhalb der Membran und bildet so eine polare Pore in den Pilzmembranen. Dies führt dazu, dass Ionen (vor allem Kalium und Protonen) und andere Moleküle austreten, was zum Tod der Zelle führt. Amphotericin B ist in den meisten Fällen durch sicherere Mittel ersetzt worden, wird aber trotz seiner Nebenwirkungen immer noch bei lebensbedrohlichen Pilz- oder Protozoeninfektionen eingesetzt.

Biosynthese von Ergosterin (8) aus Lanosterin (1)

Amorolfin, Fluconazol, Miconazol, Itraconazol, Clotrimazol und Myclobutanil wirken auf eine andere Weise, indem sie die Synthese von Ergosterin aus Lanosterin hemmen. Ergosterin wird synthetisiert, indem zwei zuerst Moleküle Farnesylpyrophosphat, ein 15 Kohlenstoffatome langes Terpenoid, zu Lanosterin mit 30 Kohlenstoffatomen kombiniert werden. Dann wird zunächst eine Methylgruppe entfernt  (siehe Schritt von 2 nach 3 im Syntheseschema). Die Antimykotika der Klasse der Imidazole und der Triazole, die so genannten Azol-Antimykotika, hemmen das Enzym, das diese Demethylierung im Biosyntheseweg zwischen Lanosterin und Ergosterin durchführt, was zu Membrandefekten der Pilzzelle führt.

## Biosynthese
Ergosterin ist eine Vorstufe (Provitamin) des Vitamin D2 (Ergocalciferol), in das es photochemisch durch UV-Strahlung (zum Beispiel Sonnenlicht) umgewandelt werden kann.
Dieser Zusammenhang wurde nach langjähriger Vorarbeiten mit Alfred Fabian Hess (* 1875) 1927 vom Göttinger Chemiker Adolf Windaus bekanntgegeben (Nobelpreis für Chemie 1928) und in den Folgejahren eingehend untersucht; die Strukturformel konnte 1934 aufgeklärt werden.
Eine im Jahr 2009 veröffentlichte Untersuchung deutet darauf hin, dass der Ergosteringehalt im Hausstaub als Schnellmethode für die Detektion einer Schimmelpilzbelastung in Innenräumen verwendet werden kann.